# Wensleydale (formaggio)
Il Wensleydale è un formaggio inglese tradizionalmente prodotto nella vallata di Wensleydale, nel North Yorkshire.

## Storia
Il formaggio Wensleydale risale al 1150 e venne prodotto per la prima volta da monaci cistercensi francesi che, dopo aver costruito un monastero a Fors, si spostarono nell'abbazia di Jervaulx, nell'area meridionale di Wensleydale, portando con sé la ricetta di un formaggio di pecora. Con il diffondersi del latte di mucca nel corso del quattordicesimo secolo, tale formaggio divenne più poroso e cominciò a presentare una muffa di colore blu in quanto iniziò a essere preparato mescolando latte ovino a quello bovino. Sebbene all'epoca il Wensleydale fosse solitamente di colore blu e la sua variante di colore bianco fosse praticamente sconosciuta, oggi è vero il contrario, e il Blue Wensleydale è poco diffuso. Quando il monastero venne chiuso nel 1540, gli agricoltori locali continuarono a produrre il formaggio e nel 1897 venne fondata ad Hawes la Wensleydale Creamery, la principale produttrice dell'omonimo formaggio locale. Durante la seconda guerra mondiale la maggior parte del latte nel paese venne usata per la fabbricazione del solo formaggio cheddar, il che fece cessare la produzione di Wensleydale. Anche dopo il termine del razionamento nel 1954, la produzione del formaggio non tornò ai livelli prebellici.
Nel maggio del 1992, Dairy Crest, una sussidiaria della Milk Marketing Board, fece chiudere il caseificio con la perdita di 59 posti di lavoro e fece trasferire la produzione di formaggio Wensleydale nel Lancashire. Nel novembre dello stesso anno, in seguito a numerose offerte di soccorso, ebbe luogo un management buyout guidato dall'imprenditore locale John Gibson e da un gruppo di manager. Con l'aiuto di undici membri dell'ex forza lavoro, la produzione del formaggio tornò a Wensleydale e oggi l'azienda presenta uno staff di 230 persone. Durante gli anni novanta, il formaggio è divenuto un prodotto famoso e venduto nel Regno Unito e in varie parti del mondo grazie alla fortunata serie animata di Wallace & Gromit, dove il Wensleydale sarebbe uno dei formaggi preferiti di uno dei protagonisti.
I prodotti lattiero-caseari di Wensleydale hanno cercato di proteggere il nome Yorkshire Wensleydale nell'ambito di un regolamento dell'Unione europea e nel 2013 il Wensleydale ha ottenuto lo status di IGP.
Nel 2017, la Wensleydale Creamery ha investito 5 milioni di sterline nei suoi caseifici. Nell'esercizio finanziario concluso nel mese di marzo di quell'anno, la società ha venduto 4.664 tonnellate di formaggio e ha stimato, nel marzo del 2018, entrate per 27,5 milioni di sterline e profitti al lordo delle imposte di circa 1 milione di sterline nel loro esercizio finanziario. Le esportazioni rappresentano circa il 15% delle entrate e le visite dei turisti un altro 10%. Il caseificio è diventato un'attrazione turistica, visitata da oltre 300.000 persone ogni anno. La Wensleydale Creamery ha vinto numerosi premi prestigiosi per il formaggio, tra cui il Supreme Champion nel 2018 per il suo nuovo Yorkshire Cheddar al Cheese and Dairy Show del Great Yorkshire Show. Lo Yorkshire Wensleydale ha preso il titolo di Reserve Supreme Cheese. La compagnia ha anche ricevuto dieci medaglie d'oro, quattro d'argento e quattro di bronzo e quattro trofei Best of Category. Nel 2017, il caseificio ha vinto 22 premi.

## Caratteristiche

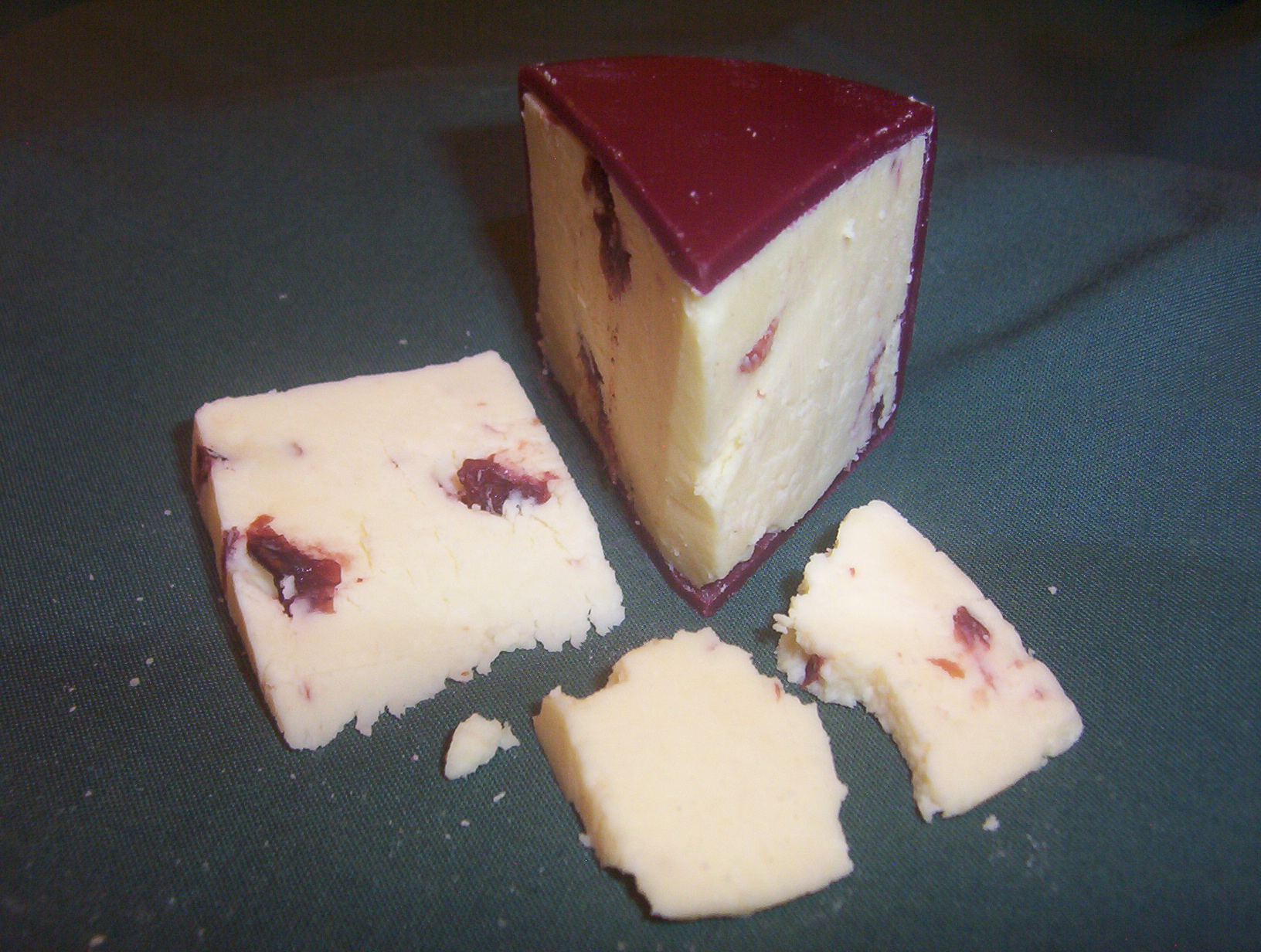
Wensleydale con mirtilli rossi

Il Wensleydale è un formaggio simile al cheddar e al Caerphilly poco stagionato, con una consistenza morbida, friabile e umida. Ha un sapore che ricorda il miele selvatico bilanciato con una lieve acidità e può essere combinato con prodotti più dolci, come la frutta o le torte. In una delle sue diverse varianti, il Wensleydale contiene dei mirtilli rossi.

## Nella cultura
- Nello Yorkshire, è diffuso il proverbio "una torta di mele senza formaggio è come un bacio senza la spremuta", che deriva dall'usanza locale di combinare il Wensleydale con la torta di mele.[15]
- Nel suo saggio In Defense of English Cooking (1945), George Orwell considera il Wensleydale il miglior formaggio britannico dopo lo Stilton.[16]
- Nel romanzo Hornblower and the Hotspur (Il ritorno di Hornblower, 1962) di Cecil Forester, il personaggio del titolo fa "una scoperta epocale, che il formaggio e il porto di Wensleydale erano una coppia di gemelli celesti".[17]
- Wallace, personaggio immaginario e protagonista dei corti e dei film animati di Wallace e Gromit, è ghiotto di Wensleydale.[18]
- Graham Greene nel Nostro agente all'Avana lo imbandisce nella  cena raffinata che il capo del servizio segreto offre al sottosegretario: 'arrosto con una punta d’aglio. Sulla credenza si trovava un formaggio Wensleydale e il silenzio degli Albany li circondava profondo'.